# 김기자의 눈
김기자의 눈은 KBS 1라디오에서 2018년 5월 28일부터 2018년 11월 30일까지 6개월간 뉴스타파 김경래 기자의 진행으로 방송했던 라디오 시사 프로그램이다.

## 역대 방송시간
| 방송 채널   | 방송 기간                          | 방송 시간                       |
| ----------- | ---------------------------------- | ------------------------------- |
| KBS 1라디오 | 2018년 5월 28일 ~ 2018년 9월 29일  | 월~토요일 오후 5:25 ~ 저녁 6:58 |
| KBS 1라디오 | 2018년 10월 1일 ~ 2018년 11월 30일 | 월~토요일 오후 5:20 ~ 저녁 6:58 |

## 지역 방송국 프로그램
다음 지역 방송국 프로그램은 1부 시간대인, 오후 5시 20분부터 오후 5시 56분까지 방송된다. 2부는 전국방송이다.
| 프로그램                      | 방송권역      | 방송국  | 진행자         |
| ----------------------------- | ------------- | ------- | -------------- |
| 공감 5시                      | 강원도        | KBS춘천 | 이의선         |
| 정보매거진                    | 강원도        | KBS강릉 | 김경미         |
| 생방송 오늘 원주입니다        | 강원도        | KBS원주 | 김혜정         |
| 부산은 지금                   | 부산광역시    | KBS부산 | 이지현         |
| 생방송 충청은 지금            | 충청북도 북부 | KBS충주 | 정지성         |
| 터놓고 말합시다 (월)          | 전라북도      | KBS전주 | 함윤호         |
| 봉효정의 이슈 in 전북 (화~토) | 전라북도      | KBS전주 | 봉효정         |
| 남도투데이                    | 광주광역시    | KBS광주 | 채윤아         |
| 라디오 매거진                 | 전라남도      | KBS목포 | 김석훈         |
| 행복충전 라디오세상           | 전라남도      | KBS순천 | 이주희         |
| 위풍당당 실버시대             | 울산광역시    | KBS울산 | 이성위, 임난주 |
| 이아롬의 시사경남             | 경상남도      | KBS창원 | 이아롬         |
| 시사매거진 진주투데이         | 경상남도      | KBS진주 | 안유리         |